# Pesadelo Cor-de-Rosa
Pesadelo Cor-de-Rosa (Engelse titel: Sweet Nightmare) is een Portugese romantische film uit 1998 onder regie van Fernando Fragata. 

## Verhaal
Daniel Bricks heeft als 12-jarige Engelse jongen moeten ervaren hoe zijn ouders zijn gescheiden, zijn Franse moeder in haar thuisland is hertrouwd met een Duitser en zijn Engelse vader in Zuid-Amerika met een nieuwe scharrel aan de haal is gegaan. Zijn eerste vriendinnetje – een Italiaanse schone – heeft hem een mooie herinnering opgeleverd, over zijn laatste vangst – een Zweedse schone – wil hij geen woord reppen. In Portugal werkt Daniel als ingenieur aan het bouwen van bruggen, wonend in een riant verblijf nabij het strand en de zee. Zijn gele hobbelbak brengt hem sputterend van A naar B.
Als bruggenbouwer werkt Daniel samen met collega Al, een onwijze dromer die steeds verder gaat in het ophemelen van zijn ideale vrouw en verliefd raakt op een vrouw die nimmer tot zijn werkelijkheid zal behoren. Daniel belooft Al de staat van een dam te onderzoeken in ruil voor diens toezegging om vanaf heden over zijn droomvrouw te zwijgen. Hij parkeert zijn wagen midden op de dam, verlaat zijn geliefde voertuig, maakt foto's van de waterkering, keert terug naar zijn geliefde voertuig en vindt onder de ruitenwissers foto's van een oogstrelende vrouw die zijn motorkap op verleidelijke, uitnodigende wijze versiert. Op slag verliefd rijdt Daniel naar zijn huis, maar zonder benzine moet hij twee uur lopen om zijn voiture van nieuwe brandstof te voorzien. Bij terugkomst treft de moedeloze knakker louter de helm aan die hem normaliter veiligheid moet verschaffen tijdens zijn werk.
Daniel begint een wandeltocht die hem vanuit het niemandsland naar de bewoonde wereld moet brengen. Onderweg haalt de zwervende pechvogel voor een lift een rood busje aan met twee overvallers: een zware jongen met kettingzaag en een lichte jongen met mes. Bij het doorzoeken van zijn fotografentas zien de hersenloze boeven hoe hun vehikel, met Daniel aan het stuur, met de noorderzon verdwijnt. Daniel stort het busje in de afgrond en stuit vervolgens op zijn gele rijtuig, een lege koelkast en, slapend in zijn eigen bed, een bloedmooie vrouw, de vrouw van de foto's achter de ruitenwissers.
Bij het ontbijt wil Daniel contact maken met de vreemdelinge in zijn keuken, maar Carola blijkt een niet bijzonder praatgraag persoon. Daniel raakt schielijk overdonderd door de vrouwelijke indringer, welke ervaring hij met zijn zweverige collega wil delen, maar Al wil hem aanvankelijk niet geloven. Daniel komt thuis met de aanblik van een lege woning, maar Carola wil hem met een algehele schoonmaakbeurt enkel bedanken voor de goedheid en de vergevingsgezindheid die hij haar heeft geboden. Carola blijft hangen in Daniels leven, maar het stel komt, ondanks een vroege verleidingsbeurt, slechts geleidelijk nader tot elkaar.
Carola heeft haar moeder op driejarige leeftijd verloren, terwijl haar vader bij de oorlog in Bosnië als lid van de VN-vredesmacht zijn leven heeft gelaten. Carola heeft op de militaire academie gezeten, maar de opleiding vanwege haar eigenzinnige karakter niet kunnen afmaken. Voorwaardelijk vrij verdwijnt Carola vroeg in de ochtend om zich te melden bij haar reclasseringsambtenaar, vindt een baan in dienst van een winkeleigenares en koopt van haar eerste loon een kort, rood jurkje om Daniels hoofd nog meer op hol te brengen. Carola dringt huizen binnen, steelt waar van anderen, heeft een wapen op zak, maar redt de winkel van haar baas van een overvallen, rekent af met zware en lichte jongens die haar reddende engel ontredderen en verovert het hart van een man die het geloof in liefde reeds tijden heeft verloren. Al ontmoet onderwijl zijn vliegende liefde zonder vleugels in de persoon van een helikopterpilote.

## Rolverdeling
| Acteur              | Personage              |
| ------------------- | ---------------------- |
| Diogo Infante       | Daniel Bricks          |
| Catarina Furtado    | Carolina               |
| George Felner       | Al                     |
| Rui Ferreira        | zware jongen           |
| Renato Aires        | lichte jongen          |
| Luísa Barbosa       | winkeleigenares        |
| Pedro Leite Fragoso | reclasseringsambtenaar |
| Amélia Canhoto      | helikopterpilote       |